# Cryptocephalus amatus
Cryptocephalus amatus är en skalbaggsart som beskrevs av Samuel Stehman Haldeman 1849. Cryptocephalus amatus ingår i släktet Cryptocephalus och familjen bladbaggar.

## Underarter
Arten delas in i följande underarter:
- C. a. amatus
- C. a. apicedens
- C. a. fractilineatus